# El cómico
El cómico es una comedia protagonizada por Jerry Lewis y Dean Martin.
Mack Gordon y Harry Revel compusieron la canción With My Eyes Wide Open I'm Dreaming y Jerry Livingston compuso la canción A Girl Named Mary and a Boy Named Bill.

## Argumento
Bill utiliza a un cómico colocado entre el público para mejorar su espectáculo, el cual es su socio Ted. Los problemas se inician cuando él sobresale más que Bill quien no puede soportarlo.

## Otros créditos
- Productora: Paramount Pictures
- Color: Blanco y negro
- Montaje: Warren Low
- Efectos especiales: Gordon Jennings
- Dirección artística: Franz Bachelin y Hal Pereira
- Decorados: Sam Comer y Bertram C. Granger